# Црква Светог Крста (Ахтамар)
Црква Светога Крста на острву Ахтамар (јерм. Ախթամարի Սուրբ Խաչ եկեղեցի, тур. Akdamar Kilisesi, Surp Haç Kilisesi ) је раносредњовјековни јерменски манастир на острву Ахтамар, саграђен 915-921. године.

## Историјски осврт
Црква Светог Крста је јединствени споменик јерменске архитектуре и један од најљепших примјера умјетности IX и X вијека у Јерменији . Подигао га је 915-921. године архитекта Мануел. Од 1113. године сједиште је Ахтамарског католикосата јерменске цркве. Разлог за то био је неслагање пет епископа са постављењем младог Григорија III Пахлавунија за патријарха. Године 1114. Сабор у мјесту Шугра у Киликији свргнуо је ахтамарског епископа Давида, али је овај, не повинујући се одлуци, прогласио Ахтамарски католикосат. Његова јурисдикција се простирала само на дио Васпуракана . Од XIII вijека, у доба монголске владавине, Ахтамарски католикоси су бирани из рода Арцруни-Хеденекида, од када овај сан (достојанство) постаје насљедно. Користећи покровитељство Џахан Шаха Кара-Којунлуа, католикос Захарија III успио је за кратко вријеме да уједини Ахтамарски католикосат са Ечмиадзинским, но свега 14 епархија. Крајем XVIII вијека, послије дугих спорова између два католикосата око разграничења јурисдикција, признато је првенство Ечмиадзина. Већ крајем XIX вијека Ахтамарски католикосат је имао двије епархије са 302 цркве и 58 манастира. Године 1895. епархије су прешле под јурисдикцију Цариградске патријаршије Јерменске цркве. Манастир је опустио након геноцида над Јерменима 1915. године.

## Архитектура
Ахтамар је крстокуполна црква,  нешто измијењена у основи, дужине 17 м, ширине 14 м, висине 24 м. Архитектонски тип цркве - тетраконха са угаоним нишама - исходи од споменика VII вијека. Сјевероисточно од храма подигнута је капела 1316., а високи звоник 1763. године. У XVIII вијеку, на западној страни цркве, подигнут је гавит са четири стуба. Југоисточно од храма налази се гробље са хачкарима из 13-17. вијека.
Више од хиљаду година стар храм је сачуван без значајнијих измјена.

### Скулптура и рељефи
Црква Часног Крста је украшена фрескама и најбогатијом каменом резбаријом, посебно позната по оригиналним и веома разноврсним рељефима . Задржавајући изражајност силуете и масе храма, ови рељефи имају самосталан културни значај . Архитекта Мануел, који је био и вајар, покрио је цијелу фасаду цркве рељефима вјерске и световне природе. Рељефи су богати орнаментима животињских и биљних мотива. Често коришћен од стране умјетника каснијег времена, мотив „животињског трка“ (XII-XIII вијек), приказан испод вијенаца доњег дијела храма, може се видјети на умјетничким предметима Ирана и Кавказа . Тематском разноврсношћу, а посебно световним садржајем, посебно се истиче рељефни појас који окружује цијелу цркву и који се протеже дуж горњег дијела фасаде – тзв. „фриз грожђа“  (или „Берба грожђа“). На рељефу винове лозе сплетени су прикази бербе рода, сцене лова, гозбе, животиње, људске фигуре итд. На источном дијелу фасаде рељефни појас је прекинут скулптуром цара Васпуракана, ктитора Гагика Арцрунија. Ови рељефи, према мишљењу А. Каковкина, „ по тематској и иконографској разноликости, дубокој символици, немају премца... на цијелом хришћанском Истоку“. У композицији „Вазнесење Крста”, која се налази испод средишњег прозора западне фасаде, представљено је посвећење храма: приказ приношења модела храма од стране цара Гагика Исусу Христу. На горњем фризу храма исклесани су високи рељефи који приказују људска лица. Према мишљењу Г. Гојана, они приказују позоришне маске. Уопште, Мануел је тежио орнаменталности и одступио од некадашње пластичне јасноће .
Фасадне површине цркве су у потпуности прекривене рељефима из тема Старог и Новог завјета, ликовима пророка и апостола, понекад портретима светаца смештеним у округлој структури. Стилске одлике ахтамарских рељефа касније су утицале на минијатуре „ванске“ или „васпураканске“ школе минијатуре. У рељефима храма, у низу иконографских мотива, постоји веза са традицијама сасанидске умјетности. Муслимански утицај је забиљежен у неким сликама животиња, а утицај византијске иконографије забиљежен је у религиозним сценама.

### Фреске
Претпоставља се да су фреске цркве рађене под непосредним надзором архитекте и вајара Ахтамара Мануела . Ахтамар је у суштини једини сачувани споменик тог времена, чије су фреске очуване у потпуности и дају прилику да се формира представа о сликарству тог доба и његовим стилским особеностима. Сачувана су два слоја фресака. Претпоставља се да се у куполи налазило изображење Крста или композиција „Вазнесење Крста“. Циклус почиње сликањем приче о Адаму и Еви на тамбуру, а испод, у 4 олтара у 3 нивоа, изведен је опширан циклус фресака земаљског живота Исуса Христа. Такође је вриједно напоменути да се редосљед фресака разликује и од византијског и од западног сликарског програма: вјерује се да је композиција „Други долазак Исуса Христа“, која се налази изнад улаза у јужну екседру, прототип византијске редакције „Страшног Суда”. Ту су и фреске јеванђелских сцена, фигуре апостола и светаца, орнаменталне траке . Како је примјетио Л. Дурново, фреске Ахтамарског храма „задивљују динамиком не само цијеле фигуре, већ и набора одјеће“.

## Обнова
Године 2007., одлуком турске владе, црква је обновљена . 19. септембра 2010. године, први пут послије 95 година, у цркви је одржана литургија , а у ноћи са 30. септембра на 1. октобар на цркви је постављен крст. Прије тога, одбијање турских власти да поставе крст на куполи цркве довело је до масовних протеста Јермена широм свијета. Сада Акхтамар функционише као музеј. Дана 8. септембра 2013. године, у цркви је обављена тајна крштења 6 људи, међу којима и једне бебе. Тајну је обавио епископ Арам Атесјан.
Због своје географске изолованости (на острву) црква је релативно добро очувана. Један од водећих јерменских стручњака за јерменску архитектуру, Самвел Карапетјан, напомиње да је реконструкција обављена на високом нивоу, иако низ других стручњака указује на мање недостатке.